# 언인스톨 (음반)
《언인스톨》(Uninstall, アンインストール 안인스토루[*])은 이시카와 치아키의 4번째 싱글이다. 2007년 6월 13일 빅터 엔터테인먼트에서 발매.

## 해설
- TV 애니메이션 《보쿠라노》(지어스)의 오프닝 테마곡이다. 이시카와 치아키 본인이 이 작품을 위해 직접 쓴 곡이며, 전개에 맞춘 가사는 원작자 기토 모히로도 높게 평가했다.
- 커플링곡 〈Little Bird〉는 같은 애니메이션의 전기 엔딩 테마곡이다.

## 수록곡
※작사·작곡 이시카와 치아키.
1. アンインストール (언인스톨)
2. Little Bird
3. アンインストール (without vocal)
4. Little Bird (without vocal)

## 기타
- 오리콘 차트 13위 기록.
- 《조곡 니코니코 동화》에 13번째 곡으로 포함되어 있다.
- 《니코니코 동화 이야기.wav》에서는 50번째 곡으로 포함되어 있다.
- 코러스를 제외하면 "언인스톨"이라는 가사가 모두 15번 나오는 것을 들어, 작중에 등장하는 15명의 파일럿이 목숨을 잃어가는 모습을 언인스톨에 비유한 것이라 하는 루머가 있었으나, 작사를 한 이시카와 치아키 본인이 우연이라는 말로 루머를 부정하였다.

## 같이 보기
- 지어스
- 이시카와 치아키